# ایستگاه شین-یوریگائوکا
ایستگاه شین-یوریگائوکا (به ژاپنی: 新百合ヶ丘駅, Shin-Yurigaoka-eki Station) یک ایستگاه راه‌آهن در آسائو-کو، کاواساکی در استان کاناگاوا وابسته به شرکت راه‌آهن اوداکیو است.